# Roaillan

Roaillan este o comună în departamentul Gironde din sud-vestul Franței. În 2009 avea o populație de 1.236 de locuitori.

## Evoluția populației
| An        | 1975 | 1982 | 1990 | 1999 | 2006  | 2009  |
| --------- | ---- | ---- | ---- | ---- | ----- | ----- |
| Populație | 328  | 487  | 647  | 840  | 1.096 | 1.236 |